# Соната для скрипки і фортепіано № 1 (Бетховен)
Соната № 1 для скрипки і фортепіано, ре мажор, Л. Бетховена — перша з трьох скрипкових сонат Opus 12, написана 1798 року та присвячена Антоніо Сальєрі. Складається з трьох частин:
1. Allegro con brio
2. Tema con variazioni: Andante con moto
3. Rondo: Allegro

Триває близько 20 хвилин.